# Thur
För andra betydelser, se Thur (olika betydelser).
Thur är en vänsterbiflod till Rhen i kantonerna Sankt Gallen, Thurgau och Zürich i Schweiz. Flodens längd är 135 kilometer. Den genomsnittliga vattenföringen i det nedre loppet är 47 m³/s.

## Sträckning och tillflöden
Thur börjar vid Unterwasser i Toggenburg vid Appenzelleralperna, där bergsbäckarna Säntisthur och Wildhuser Thur möts.
Med huvudriktningen norr passerar floden Wattwil och Wil SG. Vid Bischofszell vänder floden västerut och  genomflyter Thurgau. I kantonen Zürich passeras Andelfingen innan den når Rhen vid Flaach. Mynningslandskapet är ett naturreservat.